# دوین سینگلتری
دوین سینگلتری (زاده ۳ سپتامبر ۱۹۹۷) بازیکن تیم فوتبال آمریکایی بوفالو بیلز لیگ ملی فوتبال (NFL) است. او فوتبال را در کالج فوتبال فلوریدا آتلانتیک آغاز کرد. وی در سال ۲۰۱۷ به عنوان دانش‌آموز دوم، تمام بازیکنان FBS Division I را با ۳۲ تاچ داون راش، ۳۳ تاچ داون ترکیبی راش و دریافت، و ۱۹۸ امتیاز به دست آورد و با ۱۹۲۰ یارد راش به پایان رساند.

## سال‌های اول
سینگلتری در دبیرستان مدرسه هریتیج آمریکا در دلری بیچ فلوریدا حضور یافت و فوتبال بازی کرد.

### آمار کالج
| فصل  | تیم | GP | عجله می‌کند | عجله می‌کند | عجله می‌کند | عجله می‌کند | عجله می‌کند | عجله می‌کند | در حال دریافت | در حال دریافت | در حال دریافت | در حال دریافت | در حال دریافت | در حال دریافت |
| فصل  | تیم | GP | Att        | Yds        | میانگین    | Lng        | TD         | Y/G        | ضبط           | Yds           | میانگین       | Lng           | TD            | Y/G           |
| ---- | --- | -- | ---------- | ---------- | ---------- | ---------- | ---------- | ---------- | ------------- | ------------- | ------------- | ------------- | ------------- | ------------- |
| ۲۰۱۶ | FAU | ۱۲ | ۱۵۲        | ۱۰۲۱       | ۶٫۷        | 66T        | ۱۲         | ۸۴٫۷       | ۲۶            | ۱۶۳           | ۶٫۳           | ۴۸            | ۰             | ۱۳٫۶          |
| ۲۰۱۷ | FAU | ۱۴ | ۳۰۱        | ۱٬۹۱۸      | ۶٫۴        | 70T        | ۳۲         | ۱۴۷٫۷      | ۱۹            | ۱۹۸           | ۱۰٫۴          | 60T           | ۱             | ۱۵٫۲          |
| ۲۰۱۸ | FAU | ۱۲ | ۲۶۱        | ۱٬۳۴۸      | ۵٫۲        | 44T        | ۲۲         | ۱۱۲٫۳      | ۶             | ۳۶            | ۶٫۰           | ۱۳            | ۰             | ۳٫۰           |
| جمع  | جمع | ۳۸ | ۷۱۴        | ۴٬۲۸۷      | ۶٫۰        | ۷۰         | ۶۶         | ۱۱۵٫۸      | ۵۱            | ۳۹۷           | ۷٫۸           | ۶۰            | ۱             | ۱۰٫۷          |

| [ ابزار تبدیل: invalid number ] | ۲۰۳ پوند (۹۲ کیلوگرم) | [ ابزار تبدیل: invalid number ] | [ ابزار تبدیل: invalid number ] | 4.66 s | 4.40 s | 7.32 s | ۳۵ اینچ (۰٫۸۹ متر) | ۹ فوت ۹ اینچ (۲٫۹۷ متر) | 15 reps |
| All values from NFL Combine     |                       |                                 |                                 |        |        |        |                    |                         |         |

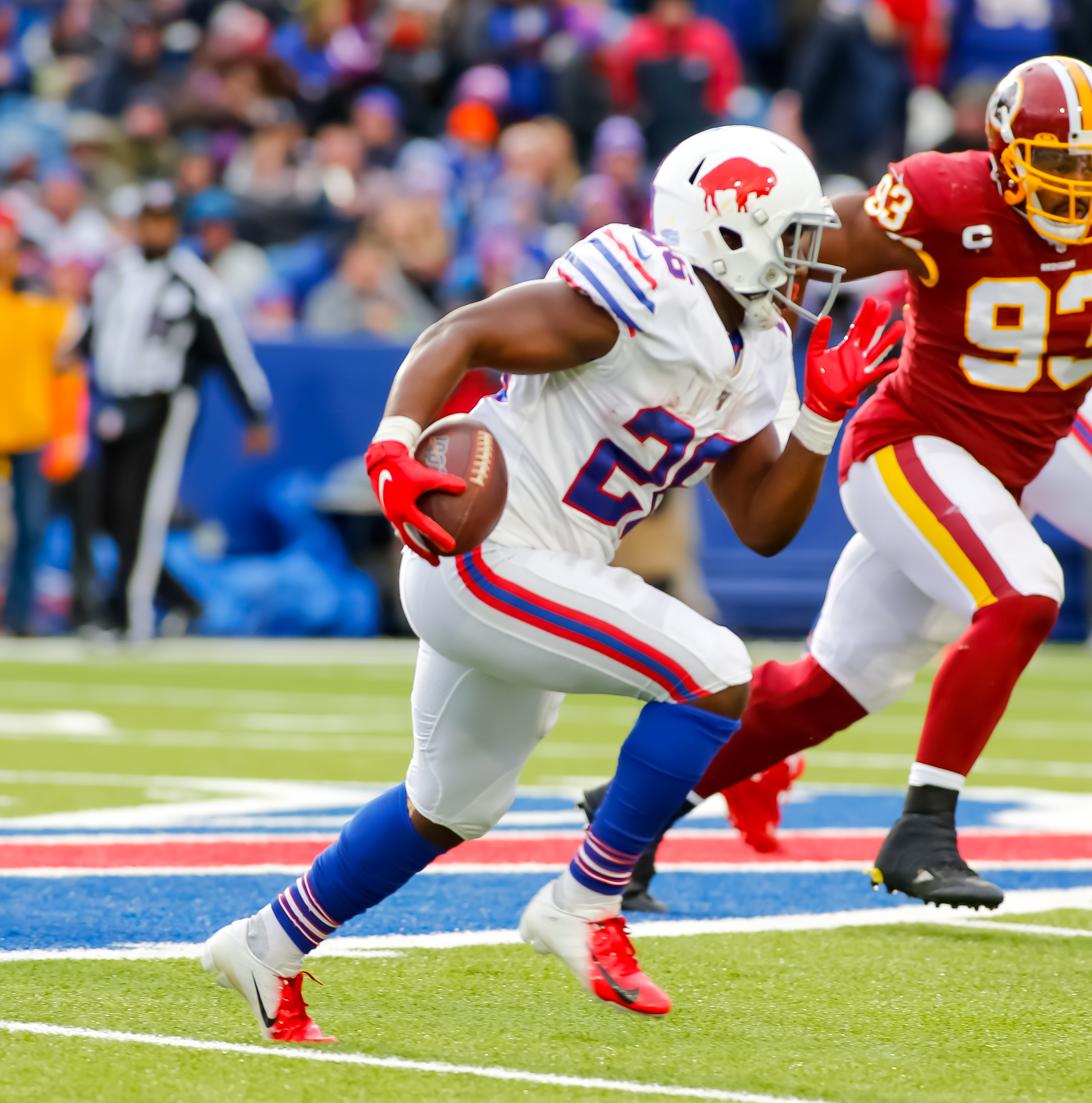
سینگلتری در بازی مقابل واشینگتن ردسکینز

در ۸ سپتامبر ۲۰۱۹، سینگلتری اولین بازی حرفه ای خود را برای بوفالو بیلز (Buffalo Bills) انجام داد. او بازی مقابل نیویورک جتس را با ۷۰ یارد راشینگ در چهار گاری به پایان رساند، علاوه بر این، پنج بار دریافت به مدت ۲۸ یارد، در حالی که بیلز ۱۷–۱۶ پیروز شد.